# ویلیام بروس
سر ویلیام بروس (به انگلیسی: William Bruce) از کینراس، بارونت نخست (۱۶۳۰ تا ژانویه ۱۷۱۰) جنتلمن و معمار اسکاتلندی بود و بسیاری از او به عنوان پدیدآورندهٔ معماری کلاسیک در اسکاتلند یاد می‌کنند. ویلیام بروس برای نخستین بار سبک معماری پالادیان یکی از سبک‌های معماری در اروپا را که از طراحی‌های معمار ایتالیایی، آندره پالادیو الهام گرفته شده بود در اسکاتلند معرفی نمود. بسیاری ویلیام بروس را با معماران سرشناس انگلیسی همچون اینیگو جونز، کریستوفر رن، هیو می و راجر پرت مقایسه می‌کنند.
بروس در ابتدا و پیش از روی آوردن به معماری در رتردام به بازرگانی مشغول بود و در همین هنگام بود که به بازگرداندی پادشاهی انگلیسی و پادشاه آن چارلز دوم انگلستان بر سر قدرت در سال ۱۶۵۹ کمک نمود و پیام رسانی میان پادشاه تبعید شده و ژنرال مانک بود. پس از به قدرت رسیدن چارلز ویلیام بروس از جانب او و به عنوان قدردانی از خدماتش به عنوان استاد کار پادشاهی اسکاتلند انتخاب گشت. با وجود نداشتن تخصص و دانش کافی در زمینهٔ معماری، به دلیل حمایت‌های شاه و اشرافیان اسکاتلند همچون جان میتلند، در آن زمان ویلیام بروس به برجسته‌ترین معمار زمان خود ملقب شد و حتی در دوره‌ای در پارلمان اسکاتلند دارای جایگاه ویژه‌ای بود.